# Eckersbach (Zwickau)
Eckersbach war ein Dorf und ist seit dem 1. Januar 1905 nach Zwickau eingemeindet, das seit 2008 Kreisstadt des Landkreises Zwickau im Freistaat Sachsen ist. Eckersbach ist heute in 6 einzelne Stadtteile gegliedert und liegt im Stadtbezirk Ost. In den Jahren 1959 bis 1988 wurde in Eckersbach das größte Neubaugebiet Zwickaus errichtet. Allein in diesem Gebiet wohnten 1989 mehr als 28.400 Menschen. Am 30. Juni 2007 lebten 14.051 Einwohner in dem Stadtteil, davon lebten 10.550 im Neubaugebiet.

## Amtliche Einteilung

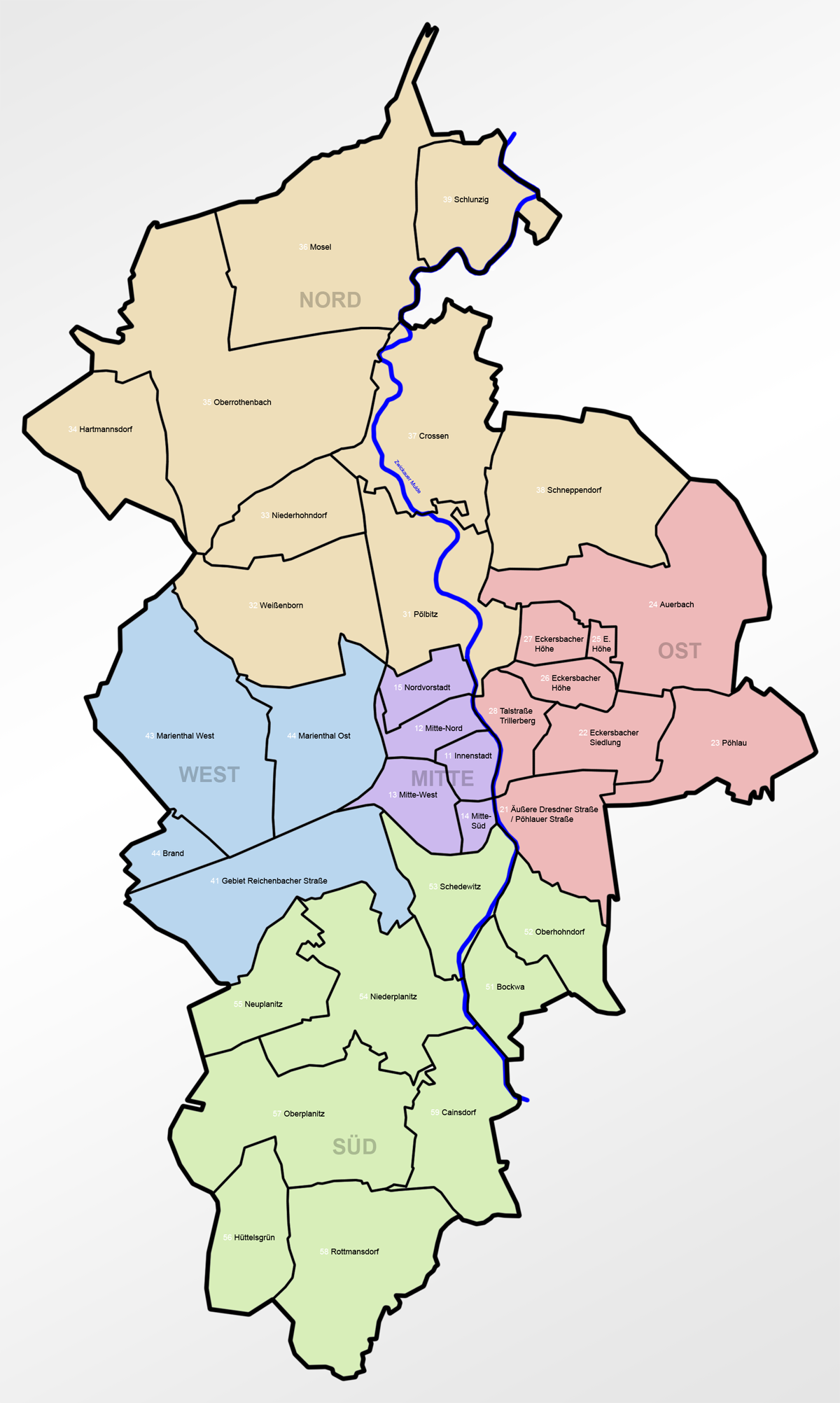
Stadtbezirke und Stadtteile von Zwickau

Eckersbach gehört zum Stadtbezirk „Ost“ und wurde von der Stadtverwaltung Zwickau in folgende Stadtteile untergliedert:
- Gebiet Äußere Dresdner Str. / Pöhlauer Str. (21)
- Eckersbach Siedlung (22)
- Eckersbach E 5-I (25)
- Eckersbach E 5-II (26)
- Eckersbach E 1 – E 4 (27)
- Gebiet Talstraße/Trillerberg (28)

Die in Klammern stehenden Zahlen entsprechen der Benennung durch die Stadtverwaltung.
Für ganz Eckersbach gilt die Postleitzahl 08066.

## Geografie
Eckersbach liegt auf einer Anhöhe im Osten der Stadt. Im Westen wird der Stadtteil von der Zwickauer Mulde begrenzt. Eckersbach weist eine unterschiedliche Bebauung auf. Im Norden befindet sich das Neubaugebiet Eckersbacher Höhe, dessen Straßennamen mit der Raumfahrt zu tun haben und das deswegen auch „Kosmonautenviertel“ genannt wird. Die bis zum Versorgungszentrum „Salut“ west-ost-führende und dann nach Süden abbiegende „Sternenstraße“ ist die wichtigste Magistrale in Richtung Stadtzentrum. Südlich des „Amseltals“ und im Osten der Sternenstraße bildet Eckersbach-Siedlung den östlichen Teil von Eckersbach. Dieser Bereich besteht hauptsächlich aus Einfamilien- bzw. Doppelhäusern. Der Siedlungsteil östlich der Sternenstraße trägt Straßennamen von Raubvögeln, während die Straßen der südlich des Amseltals gelegenen Siedlung Namen von Singvögeln besitzen. Den westlichen Teil Eckersbachs bildet der Trillerberg, auf dem sich u. a. größere Kleingartenanlagen befinden. Im Süden von Eckersbach dominieren im Bereich Äußere Dresdner Straße (Bundesstraße 173) gewerbliche Anlagen.
Im Nordwesten grenzt Eckersbach an Pölbitz, im Westen an das Stadtzentrum von Zwickau. Auerbach grenzt nördlich und östlich an Eckersbach. Pöhlau liegt im Südosten Eckersbachs.

## Geschichte

### Gründung bis 1945
Spätestens auf das 15. Jahrhundert ist die Existenz Eckersbachs als kleines Dorf zurückzuführen. Am 8. Juli 1455 entführte Ritter Kunz von Kaufungen die kurfürstlichen Prinzen Albrecht und Ernst aus dem Schloss zu Altenburg. Der Grünhainer Köhler Schmidt nahm Kunz bei dessen Flucht gefangen. Über Zwickau wurde dieser nach Freiberg gebracht, dort verurteilt und enthauptet. Vier seiner Gehilfen vierteilte der Henker in Zwickau. Der Legende nach soll der Köhler Schmidt den Ehrennahmen „Triller“ sowie ein Freigut, das „Trillergut“, in Eckersbach erhalten haben.
1547 litt Eckersbach unter Plünderungen, die durch Herzog Moritz und dessen Reiter verursacht wurden. Im Jahre 1600 wurde von Eckersbach eine direkte Röhrenwasserleitung zum Schloss Osterstein errichtet. Eckersbach gehörte bis 1856 zum kursächsischen bzw. königlich-sächsischen Amt Zwickau. Im Jahr 1856 kam Eckersbach zum Gerichtsamt Zwickau und 1875 zur Amtshauptmannschaft Zwickau.
In den 1850er-Jahren entstand die „Trillerbergbrauerei“, eine Vereinsbrauerei, in der zu Eckersbach gehörigen Talstraße. Bereits im Jahr 1511 wurden durch brauberechtigte Zwickauer Bürger am Fuß der Steilhänge des Trillerbergs ca. 60 Bergkeller für Lagerbier angelegt. Aus dieser Brauerei entwickelte sich die heutige „Mauritius Privatbrauerei Zwickau“. 1866 starben in Eckersbach vier Menschen an einer Choleraepidemie. Im Jahre 1895 erhielt Eckersbach ein Zweigpostamt. 1897 lebten in Eckersbach 1704 Personen. Am 1. Januar 1905 verlor Eckersbach seine Selbständigkeit und wurde nach Zwickau eingemeindet.
In den Jahren 1923/1924 entstand in Eckersbach die „Bergmannssiedlung“ mit 18 Häusern und 70 Wohnungen. 1935 wurde die „Bergbau-Stammarbeitersiedlung“ in Eckersbach zum großen Teil erbaut. Die Eckersbacher Siedlung wird auch „Vogelsiedlung“ genannt, da ihre Straßen alle Vogelnamen tragen. Sie besteht aus zwei Teilen: der „Raub-“ und der „Singvogelsiedlung“.

### 1945 bis 1990
Aufgrund der schlechten Versorgungslage mit Heizmaterial eröffnete am 15. Dezember 1949 in Eckersbach und in drei anderen Stadtteilen je eine Wärmestube. Am 18. August 1953 erhielt die Zweijahresschule für den Bergbau in Eckersbach auf dem Scheffelberg ihr neu gebautes Domizil. Die heutige „Scheffelbergschule“ entstand ab 1953 als Ersatzneubau für den alten Ortskern von Eckersbach. Die ersten Schüler wurden dort im Jahr 1956 unterrichtet.
1959 begannen die Bauarbeiten am Eckersbacher Neubaugebiet „E 1“. Es entstanden 1.080 Wohnungen mit Ofenheizung. Am 21. Oktober 1963 nahm der Städtische Nahverkehr die Buslinie Poetenweg – Eckersbacher Höhe in Betrieb. Am 1. September 1968 begann im Wostokweg 72 der Unterricht in der ersten Eckersbacher Neubauschule. 1971 erhielt die Einrichtung den Namen „Konstantin Ziolkowski“. Im Oktober desselben Jahres wurde im Wostokweg 74 die zweite Neubauschule eingeweiht. Sie bekam 1969 den Namen „Juri-Gagarin“. Am 1. September 1969 eröffnete im Lunikweg 9 die Neubauschule „Wladimir Komarow“. 1970 wurde das Sportforum fertiggestellt. 1978 erhielt es den Namen „Sojus 31“. Am 5. Januar 1972 nahm das Ambulatorium in Eckersbach seine Arbeit auf. Der Bau des Neubaugebietes E 1 bis E 4 fand am 14. Juni 1973 größtenteils seinen Abschluss. Es umfasste 4.175 Wohnungen. Gleichzeitig wurde das Versorgungszentrum „Kosmos“ mit Gaststätte eingeweiht. Am 7. Januar 1974 übergab die Stadt Zwickau das erste Wohnhaus speziell für ältere Bürger. Im 1978 nunmehr abgeschlossenen Neubaugebiet E 4 waren seit dem Baubeginn vor 15 Jahren 4.280 Wohnungen, fünf Schulen, fünf Kindergärten, zwei Krippen, eine kombinierte Kindertagesstätte, eine Kaufhalle, ein Versorgungszentrum, eine Apotheke und eine Ambulanz entstanden.
Das Gebiet von Eckersbach gehörte kirchlich bis 1967 zur Moritzkirche in der Leipziger Straße außerhalb des Stadtteils. Da mit der Errichtung des Neubaugebiets in Eckersbach deren Einzugsgebiet zu groß wurde, gründete man 1967 die „Christophoruskirchgemeinde“. Sie hatte ihr erstes Domizil in der Scheffelstraße.
Am 13. April des Jahres 1982 legte Siegfried Lorenz, der Vorsitzende des Rates des Bezirkes Karl-Marx-Stadt, den Grundstein für das Neubaugebiet „E 5“. Dieses Eckersbacher Wohngebiet war für ungefähr 8.000 Wohnungen konzipiert. Es gliedert sich in drei Bauabschnitte (E 5/1, E 5/2, E 5/3). Am 1. September desselben Jahres begann der Unterricht in der ersten Neubauschule E 5 (Salutstraße 4); am 10. September erhielt die Einrichtung den Namen „Sigmund Jähn“. Im selben Monat nahm die „Station Junger Techniker und Naturforscher“ in Eckersbach – abseits des Wostokweges – endgültig ihre Arbeit auf. Am 26. März 1984 fuhr der erste Bus auf der neuen Linie von der Kreisigstraße bis zur Albert-Funk-Straße ins Wohngebiet E 5. Am 1. September 1984 nahmen die Lehrkräfte sowie die Schüler der neu erbauten Dr.-Theodor-Neubauer-Schule in E 5/2 (Albert-Funk-Straße 46) die Arbeit auf. Im Mai 1985 wurde die Albert-Funk-Schule in der gleichnamigen Straße übergeben. Ihr Standort war direkt neben der Dr.-Theodor-Neubauer-Schule. Beide Schulen haben einen gemeinsamen Schulhof. Hinter den Schulen stadteinwärts gab es zwei Turnhallen sowie größere Sportplätze. Am 28. Juni 1985 erfolgte die Freigabe der verbreiterten Scheffelstraße sowie der Brücke zum Wohngebiet E 1, wodurch ein kreuzungsfreier Verkehr nach E 1 ermöglicht wurde. Die Einweihung der Fußgängerbrücke in E 5 über die Sternenstraße erfolgte am 7. Oktober 1985. Das eine Million Mark teure Objekt war von Zwickauer Betrieben erstellt worden. Auf dem Trillerberg wurde 1986 ein Heizkraftwerk in Betrieb genommen. Es belieferte die Brauerei, die Gärtnerische Produktionsgenossenschaft, die Molkerei, die Tischler-Produktionsgenossenschaft „Empor“, die Einkaufs- und Liefergenossenschaft des Fleischerhandwerks „Glück auf“ sowie die Grafischen Werke mit Wärme.
Am 2. Oktober 1986 erfolgte die Grundsteinlegung für die Straßenbahnneubaustrecke nach Eckersbach. Die Gesamtstrecke musste auf einer Länge von etwa 4,5 Kilometern trassiert werden. Eine besondere Herausforderung für die Architekten stellte die Brückenkonstruktion dar, welche die Straßenbahnstrecke über die Zwickauer Mulde führt. Auf Grund der engen Trassenführung war der Bau einer herkömmlichen Brücke nicht möglich. Daher wurde eine zweifach gekrümmte Stahlbrücke mit einer Spannweite von 110 Metern konstruiert. Das Bauwerk erhielt den Namen „Neue Bierbrücke“, wird aber umgangssprachlich „Das krumme Wunder“ genannt. Die Endhaltestelle der Strecke befindet sich in E 5/2. Am 19. September 1992 befuhr die erste mit Fahrgästen besetzte Straßenbahn die neue Strecke (Jungfernfahrt).
Im Februar 1988 übergab die Stadt Zwickau in Eckersbach – im Neubaugebiet E 5 – die 30.000ste nach dem Zweiten Weltkrieg in Zwickau entstandene Neubauwohnung. Ebenfalls im Jahr 1988 wurde das Wohngebiet E 5 fertiggestellt. Im April 1988 wurde im Eckersbacher Wohnviertel „Vogelsiedlung“ der Grundstein für ein „Gesellschaftliches Zentrum“ gelegt, das aus einer Gaststätte und Klubräumen bestand.
Mit etwa 32.000 Einwohnern erreicht Eckersbach in den Jahren 1988/1989 seinen historisch höchsten Bevölkerungsstand. Insbesondere die Wohnungen in E 5 waren sehr begehrt, da beispielsweise fließend warmes und kaltes Wasser, Zentralheizung, Toilette in der Wohnung (Innen-WC) und Badewanne zur Standardausrüstung zählten, was in vielen Zwickauer Altbauwohnungen nicht der Fall war.

### 1990 bis zur Gegenwart

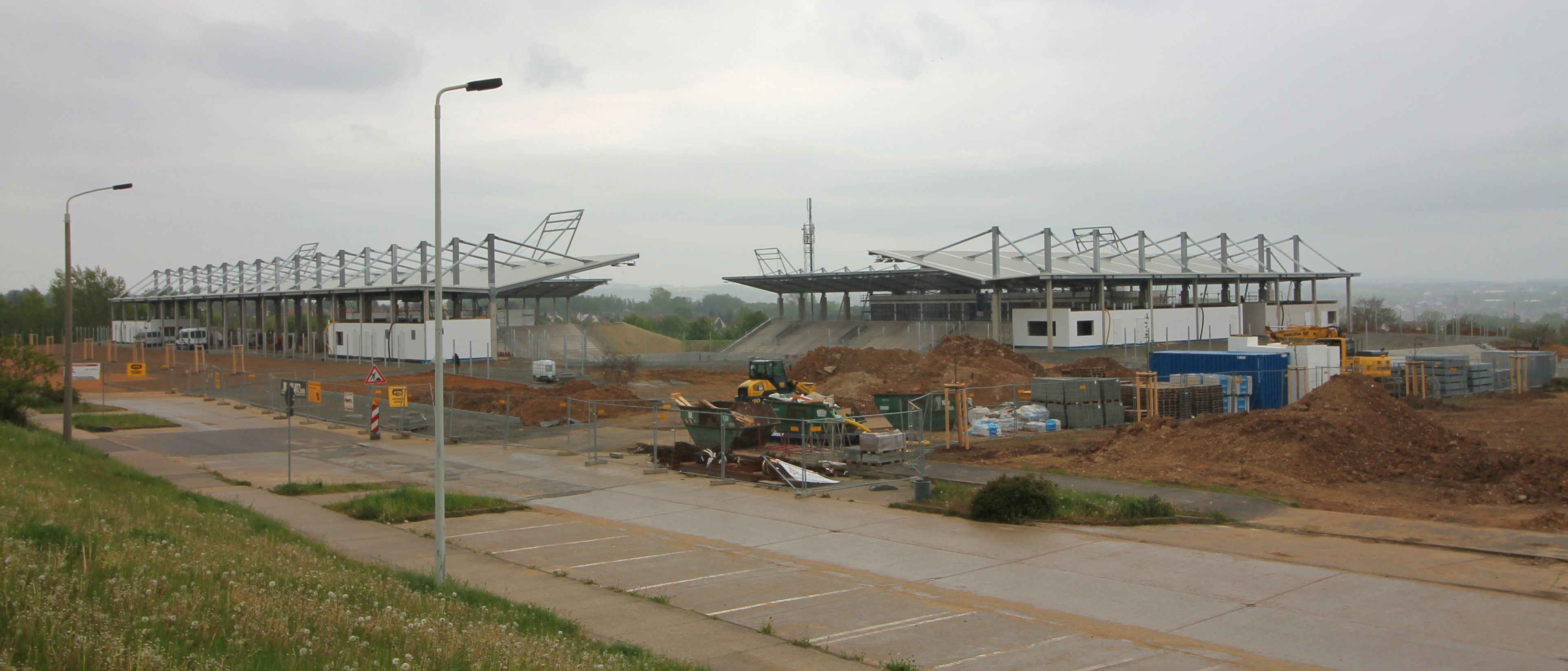
Stadion Zwickau während des Baus

Mit dem Ausbau bzw. der Verlegung der B 93 wurde 1994 auch die „Mauritiusbrücke“ freigegeben, die nach der nebenan befindlichen Brauerei benannt ist.
Seit 1990 ist das Plattenbaugebiet in Eckersbach von einem überdurchschnittlich hohen Rückgang der Einwohnerzahl betroffen. Insbesondere die Bauabschnitte E 5/2 und E 5/3 verloren aufgrund der extrem hohen Bebauungsdichte erheblich an Attraktivität. So zogen bis zum Jahr 2005 mehr als 60 Prozent der Einwohner weg. Aufgrund dessen wurde in diesen Bauabschnitten 2001 mit flächenhaften Abrissmaßnahmen begonnen. Die Wohngebiete E 1 bis E 4 sowie E 5/1 bis E 5/3 sind Bestandteil des Projekts „Stadtumbau Ost“. Dadurch kommen den beiden Eigentümern der Wohnungen (GGZ und ZWG) in diesem Gebiet Fördermittel zu, mit denen konsequent Sanierungs-, Umbau- und Abrissarbeiten durchgeführt werden. Somit soll der demographischen Entwicklung Rechnung getragen werden und das Wohnumfeld für die verbleibenden Einwohner verbessert werden. Ein Großteil der Schulen im Stadtteil wurde ebenfalls geschlossen.
Eckersbach ist eines der Modellgebiete im so genannten Bund-Länder-Programm „Stadtteile mit besonderem Entwicklungsbedarf – die soziale Stadt“. Fünf Eckersbacher Projekte sind dort im Jahre 2004 für „vielfältiges bürgerschaftliches Engagement“ gemeinsam ausgezeichnet worden.
Eine architektonische Sehenswürdigkeit ist der 1998 eingeweihte Neubau des Gemeindezentrums der 1967 gegründeten evangelisch-lutherischen Christophoruskirchgemeinde. Er wurde vom Dresdner Architekturbüro KMSP entworfen und 1999 mit dem 1. Preis des Zwickauer Architektenforums ausgezeichnet.
Nach dem flächenhaften Abriss der Wohnhäuser im Gebiet E 5/3 südlich der Makarenkostraße und des westlichen Teils von E 5/2 wurde von 2015 bis August 2016 für den FSV Zwickau das Stadion Zwickau errichtet.

## Bevölkerungsentwicklung in E 1 bis E 5/3
| Datum             | Einwohnerzahl |
| ----------------- | ------------- |
| 31. Dezember 1989 | 28.409        |
| 31. Dezember 1996 | 23.959        |
| 31. Dezember 1997 | 21.768        |
| 31. Dezember 1998 | 19.373        |
| 31. Dezember 1999 | 17.384        |
| 31. Dezember 2000 | 16.055        |
| 31. Dezember 2001 | 14.542        |
| 31. Dezember 2002 | 13.273        |
| 31. Dezember 2003 | 12.344        |
| 31. Dezember 2004 | 11.722        |
| 31. Dezember 2005 | 11.192        |
| 31. Dezember 2006 | 10.771        |
| 30. Juni 2007     | 10.550        |
| 31. Dezember 2014 | 8.788         |

| Jahr | Einwohnerzahl (Prognose)                                                |
| ---- | ----------------------------------------------------------------------- |
| 2010 | 9.700                                                                   |
| —    | (davon: 5.200 in E 1 bis E 4, 2.900 in E 5/1, 1.600 in E 5/2 und E 5/3) |
| 2015 | 8.000                                                                   |
| —    | (davon: 4.700 in E 1 bis E 4, 2.400 in E 5/1, 900 in E 5/2 und E 5/3)   |
| 2020 | 6.600                                                                   |
| —    | (davon: 4.200 in E 1 bis E 4, 2.100 in E 5/1, 300 in E 5/2 und E 5/3)   |

## Bildung
- In Eckersbach liegt der Campus der Westsächsischen Hochschule Zwickau (Scheffelstraße 39). Das dort befindliche Laborgebäude für Kraftfahrzeugtechnik („August-Horch-Bau“) ist eines der modernsten in Europa. Für die Studenten stehen in Eckersbach zwei Studentenwohnheime zur Verfügung.
- Fachschule für Sozialwesen Zwickau (DPFA)
- Carl-Benz-Schule (Grundschule, DPFA)
- Schule am Scheffelberg (Grundschule)

## Behörden
- Landesamt für Schule und Bildung, Standort Zwickau, Sitz in E 5/2
- Landratsamt Zwickau, Außenstelle, Stauffenbergstraße 2, 08066 Zwickau, Sitz in E 5/2

## Verkehr
Im Westen führt die Bundesstraße 93, im Süden die B 173 an Eckersbach vorbei.
Folgende Verbindungen kann Eckersbach im Öffentlichen Personennahverkehr aufweisen:
- Straßenbahnlinie:
  - Linie 3: Eckersbach – Neumarkt (Leipziger Straße) – Neuplanitz

- Buslinien:
  - Linie 24: Pöhlau – Neumarkt – Eckersbach, Mitte(Anbindung: Vogelsiedlung)
  - Linie 11: Neumarkt – Trillerberg – Eckersbach – Schlachthofstraße – Hauptbahnhof
  - Nachtbuslinie B: Hauptbahnhof – Neumarkt – Pölbitz – Eckersbach

Die Linien werden von den Städtischen Verkehrsbetrieben Zwickau GmbH betrieben.